# Microcebus danfossi
Microcebus danfossi är en primat i släktet musmakier som först beskrevs av Olivieri et al. 2007. Tidigare antogs att populationen ingick i Microcebus ravelobensis. Artepitet danfossi i det vetenskapliga namnet syftar på det danska företaget Danfoss som gav pengar åt forskningsprojektet.
Arten förekommer i en mindre region (cirka 2 100 km²) på nordvästra Madagaskar. Den lever i skogar i låglandet och i områden som ligger 780 meter över havet.
Microcebus danfossi hotas av skogsavverkningar och jakt. Mellan skogarna i artens utbredningsområde finns större öppna ytor vad som försämrar artens möjlighet att fortplanta sig. IUCN listar arten som starkt hotad (EN).